# 浜田市立木田小学校
浜田市立木田小学校（はまだしりつ きたしょうがっこう）は、島根県浜田市旭町木田にあった公立小学校。

## 沿革
- 1874年 - 木田村大字無僧堂（現在地）に校舎を新築、木田小学校開校（那賀郡第24番木田小学校）
- 1885年 - 和田小学校木田分校と改称。
- 1887年 - 木田村簡易小学校と改称。
- 1893年 - 木田村尋常小学校と改称。
- 1901年 - 高等科を併置、木田村尋常高等小学校と改称。
- 1936年 - 校地を拡張、新校舎（現校舎）が完成
- 1941年 - 木田村国民学校と改称される。
- 1943年 - 木田村立幼稚園を併置
- 1947年 - 高等科廃止により木田村立木田小学校と改称。木田村立木田中学校を併置。
- 1950年 - 木田中学校は今市村、和田村、木田村の三ヶ村組合立那南中学校として統合
- 1954年 - 今市村、都川村、和田村、木田村の四村合併により旭村立木田小学校と改称
- 1958年 - 町制施行により旭町立木田小学校と改称
- 2005年 - 浜田市との市町村合併により浜田市立木田小学校と改称
- 2013年3月31日 - 浜田市立今市小学校へ統合

## 周辺
- 日貫川
- 八戸川
- 島根県道329号桜江旭インター線
- 島根県道50号田所国府線
- 木田郵便局
- 八戸ダム